# Wojewódzki ośrodek archeologiczno-konserwatorski
Wojewódzki ośrodek archeologiczno-konserwatorski (WOAK) – jednostka organizacyjna wojewódzkiej służby ochrony zabytków powołana do wypełniania zadań wojewódzkiego konserwatora zabytków wobec zabytków archeologicznych. Zadania WOAK porównywalne są z zadaniami obecnych inspekcji ds. zabytków archeologicznych pozostających w ramach wojewódzkich urzędów ochrony zabytków (WUOZ), z tą różnicą, iż ich "zasobność" kadrowa, finansowa i sprzętowa (w porównaniu z obecną sytuacją "służby" archeologicznej) pozwalała, oprócz realizowania zadań o charakterze czysto administracyjnym, na prowadzenie własnych badań archeologicznych (wykopaliskowych i AZP) – w tym także ratowniczych badań archeologicznych. WOAKi uległy likwidacji do połowy lat 90. XX w. w ramach kolejnej reformy administracji ochrony zabytków i scalaniu zadań wojewódzkich konserwatorów zabytków w ramach ich urzędów.
Działalność WOAKów traktowana jest obecnie jako jedna z niespełnionych alternatyw wobec panującej od połowy lat 90. XX w. pełnej komercjalizacji badań archeologicznych – tzn. modelu, w którym wykonawstwo badań archeologicznych (przede wszystkim ratowniczych) i nadzór konserwatorski spoczywałby w ręku rządowej służby ochrony zabytków. Jest to model funkcjonujący, w niektórych krajach europejskich, np. w sąsiadującym z Polską niemieckim kraju związkowym Saksonia.